# Дискографија Мараје Кери
Америчка певачица и текстописац Мараја Кери издала је петнаест студијских албума, један албум уживо, три компилацијска албума, три албума са највећим хитовима, један ЕП и један ремикс албум. Керијева је једна од најуспешнији музичара свих времена, а продала је више 200 милиона музичких записа широм света. Године 2000. певачици је додељена Миленијумска награда на Светској музичкој додели награда, јер је продала више музичких записа од било које друге музичарке. Према Америчком удружењу дискографских кућа, Мараја Кери је трећа уметница која је продала највише албума икада, 64 милиона у Сједињеним Државама. По Nielsen SoundScan, Керијева је музичарка које је продала највише музичких записа у Сједињеним Државама, укупно 55,2 милиона.. Њени албуми Mariah Carey, Music Box, Daydream и The Emancipation of Mimi су међу првих 100 сертификованих албума Америчког удружења дискографских кућа.

### Албуми
Први студијски албум Мараје Кери под називом Mariah Carey, објављен је 13. јуна 1990. године за издавачку кућу Колумбија рекордс. Албум је добио девет платинумских сертификата од стране Америчког удружења дискографских кућа, а продат је у 9 милиона примерака у Сједињеним Државама и у око 15 милиона широм света. Други студијски албум Emotions, објављен 17. септембра 1991. године продат је у 8 милиона примерака широм света. Албум је изашао на цд и винил формату, као и на аудио касети. Трећи и до сада најуспешнији албум певачице под називом Music Box, објављен је 31. августа 1993. године. Албум је добио дијамантски сертификат у Сједињеним Државама, а био је на врховима листа многих држава широм света. Music Box је један од најпродаванијих албума свих времена, продат у више од 28 милиона тиража.
Четврти студијски албум под називом Merry Christmas објављен је 1. новембра 1994. године на винилу, касети и цд формату. На албуму се нашао сингл All I Want for Christmas Is You, који се нашао на многим листама широм света. После успеха албума у Азији, амерички часопис Билборд проценио је да је Керијева музичарка која је продала највише албума у Јапану.
Пети студијски албум под називом Daydream објављен је 3. октобра 1995. године, на винилу, касети и цд формату. Овај албум био је други албум певачице са сертификатом од стране Америчког удружења дискографских кућа, а продат је у 20 милиона примерака широм света. Шести студијски албум Butterfly објављен је 16. септембра 1997. године и добио је петоструки платинумски сертификат у Сједињеним Државама, као и ЕП #1's, који је певачица објавила 17. новембра 1998, који је уједно био најпродаванији албум страног музичара у Јапану. Албум Rainbow добио је седам сертификата од стране Америчког удружења дискографских кућа, али био је њен први албум који није доспео на прво место листа у Сједињеним Државама.
Године 2001. певачица је раскинула уговор са Колумбија рекордсом и потписала уговор са компанијом Virgin Records , који је био вредан 100 милиона долара. За нову издавачку кућу објавила је албум Glitter, издат 11. септембра 2001. године, на цд, касети и винил формату. Glitter је био звучни запис истоименог филма, а због слабе заинтересованости публике за исти, овај албум Мараје Кери није доживео комерцијални успех.
Нови уговор са издавачком кућом Island Records, певачица је потписала 2002. године и издала девети студијски албум Charmbracelet, 3. децембра 2002. године на цд, касети и винил формату. Албум је продат у 3 милиона примерака у читавом свету и није забележио успех као претходни албуми певачице
Након паузе, певачица је кренула са радом на снимању новог хип-хоп албума The Emancipation of Mimi, који је објављен 4. априла 2005. године и био најпродаванији албум исте године у Сједињеним Државама. Албум је добио шест платинумских сертификата од стране Америчког удружења дискографских кућа и продат је у више 10 милиона примерак аширом света. На албуму се нашао сингл We Belong Together, који је доспео на прво месту америчке Билборд хот 100 листе и остао тамо четрнаест недеља.
Десети студијски албум под називом E=MC², објављен је 8. априла 2008. године на винил и цд формату, као и за дигитално преузимање. Албум је продат у више од 2,5 милиона примерака широм света, а на њему се нашао успешни сингл Touch My Body и доспео на први место листе Билборд хот 100. Наредни албум Memoirs of an Imperfect Angel продат је у 2 милиона примерака, а објављен је 28. септембра 2009. године на винил и цд формату, као и за дигитално преузимање. Албум је добио златни сертификат у Сједињеним Државама и сребрни у Уједињеном Краљевству. Тринаести студијски албум Merry Christmas II You објављен је 29. октобра 2010. године и продат је у 523.000 примерака у Сједињеним Државама.
Четрнаести студијски албум под називом Me. I Am Mariah... The Elusive Chanteuse објављен је 23. маја 2014. године, а доживео је велики неуспех у односу на претходна издања певачице. Албум је продат у само 122.000 примерака у Сједињеним Државама. Петнаести студијски албум певачице под називом Caution објављен је 16. новембра 2018. године на винилу и цд формату, као и за дигитално преузимање.

### Синглови
Мараја Кери издала је шезедесет и три сингла, шест промоцијских синглова и била гостујући музичар на њих осам. На њеном првом студијском албуму Mariah Carey, нашао се се сингл Vision of Love, песма са својом мелодијом и начином певања, подсећа на хит-поп песме из деведесетих година прошлог века. Наредни синглови Emotions (1991) и I'll Be There (1992) нашли су се на првом месту листе у Сједињеним Државама. Песма I'll Be There је била и на четвртом месту листе у Канади, а првом у Холандији. На трећем студијском албуму  Music Box нашао се хит сингл Hero, због којег је заинтересованост за албум нагло порасла. Нареди сингл певачице под називом Without You нашао се на првом месту листа широм Европе.
На албуму Merry Christmas нашла се песма I Want for Christmas Is You, што је уједно њен најпродаванији сингл у каријери, продат у више од 14 милиона примерака. До 2013. године, процењује се да је песме остварила више од 50 милиона долара кроз лиценце. Године 1995. на студијском албуму Daydream, појавили су се се синглови Fantasy и One Sweet Day, који су постали девети и десети најбољи синглови певачице, на америчкој листи Билборд хот 100, а тамо остали шеснаест седмица. Године 1997. са албума Butterfly's истакао се сингл Honey, који је постао трећи сингл певачице на првом месту америчке листе.
У наредном периоду певачица је објавила албума Glitter (2001) и Charmbracelet (2002), на којима се нису истакли синглови, а само албуми нису добили значајну комерцијалну тежину. На десетом студијском албуму Emancipation of Mimi (2005), нашла се песма We Belong Together, која је била на прву месту америчке листе четранаест недеља, као и на другим листама широм света. Године 2010. певачица је објавила песму We Belong Together коју је часопис Билборд објавио као најуспешнију песму деценије.
Сингл Touch My Body, са албума E=MC², постао је водећи сингл и нашао се на првом месту великог броја листа широм света.
До 2009. године, Мараја Кери продала је 17.2 синглова и 13,8 милиона дигитални издања широм света у Сједињеним Државама, према Nielsen SoundScan-u. Током своје каријере провела је 79 недеља на позицији број један листе Билборд хот 100 и тако постала уметник са највише недеља на првом месту у историји музичких листа Сједињеним Државаа. У Великој Британији, њене 24 песме биле су рангиране међу 20 најбољих синглова.

## Студијски албуми
| Назив                                    | Детаљи | Позиције | Позиције | Позиције | Позиције | Позиције | Позиције | Позиције | Позиције | Позиције | Позиције | Сертификати | Број проданих примерака                                                               |
| Назив                                    | Детаљи | САД      | АУС      | КАН      | ФРА      | НЕМ      | ЈАП      | ХОЛ      | НЗ       | ШВА      | УК       | Сертификати | Број проданих примерака                                                               |
| ---------------------------------------- | --- | -------- | -------- | -------- | -------- | -------- | -------- | -------- | -------- | -------- | -------- | --- | ------------------------------------------------------------------------------------- |
| Mariah Carey                             | - Датум објављивања: 13. јун 1990. - Издавачка кућа: Колумбија рекордс - Формат: винил, касета, ЦД               | 1        | 6        | 1        | —        | 24       | 13       | 6        | 4        | 15       | 6        | - САД: 9× Платина - АУС: 2× Платина - КАН: 7× Платина - ЈАП: 3× Платина - НЗ: 4× Платина - ХОЛ: Платина - ШВА: Gold - УК: Платина                                            | - Свет: 15,000,000                                                                    |
| Emotions                                 | - Датум објављивања: 17. септембар 1991. - Издавачка кућа: Колумбија рекордс - Формат: винил, касета, ЦД         | 4        | 8        | 6        | —        | 46       | 3        | 9        | 6        | 15       | 4        | - САД: 4× Платина - АУС: Платина - КАН: 4× Платина - ФРА: Златно - ЈАП: 4× Платина - НЗ: Платина - ХОЛ: Златно - ШВА: Златно - УК: Платина                                   | - Свет: 8,000,000 - САД: 3,595,000 - ФРА: 100,000 - ЈАП: 1,000,000                    |
| Music Box                                | - Датум објављивања: 31. август 1993. - Издавачка кућа: Колумбија рекордс - Формат: винил, касета, ЦД            | 1        | 1        | 2        | 1        | 1        | 2        | 1        | 2        | 1        | 1        | - САД: Diamond - АУС: 12× Платина - КАН: 7× Платина - ФРА: Дијамантски - НЕМ: 2× Платина - ЈАП: Милион - НЗ: 5× Платина - ХОЛ: 5x Платина - ШВЕ: 4× Платина - УК: 5× Платина | - Свет: 28,000,000 - САД: 7,277,000 - ФРА: 1,418,100 - ЈАП: 2,200,000 - УК: 1,180,000 |
| Merry Christmas                          | - Датум објављивања: 1. новембар 1994. - Издавачка кућа: Колумбија рекордс - Формат: винил, касета, ЦД           | 3        | 2        | 26       | 44       | 19       | 1        | 4        | 10       | 4        | 32       | - САД: 5× Платина - АУС: 6× Платина - КАН: Платина - НЕМ: Златно - ЈАП: 2× Милио - НЗ: 2× Платина - ХОЛ: Платина - ШВЕ: Златно - УК: Платина                                 | - Свет: 15,000,000 - САД: 5,500,000 - КАН: 200,000 - ЈАП: 2,500,000                   |
| Daydream                                 | - Датум објављивања: 3. октобар 1995. - Издавачка кућа: Колумбија рекордс - Формат: винил, касета, ЦД            | 1        | 1        | 2        | 2        | 1        | 1        | 1        | 1        | 1        | 1        | - САД: Diamond - АУС: 5× Платина - КАН: 7× Платина - ФРА: 2× Платина - НЕМ: Платина - ЈАП: Милион - НЗ: 5× Платина - УК: 2× Платина                                          | - Свет: 20,000,000 - САД: 7,657,000 - ФРА: 730,400 - ЈАП: 2,100,000 - УК: 649,000     |
| Butterfly                                | - Датум објављивања: 16. септембар 1997. - Издавачка кућа: Колумбија рекордс - Формат: винил, касета, ЦД         | 1        | 1        | 1        | 6        | 7        | 1        | 1        | 4        | 3        | 2        | - САД: 5× Платина - АУС: 2× Платина - КАН: 2× Платина - ФРА: 2× Златно - ЈАП: Милион - НЗ: Платина - ШВЕ: Златно - УК: Златно                                                | - Свет: 10,000,000 - САД: 3,807,000 - ФРА: 292,000 - ЈАП: 1,000,000                   |
| Rainbow                                  | - Датум објављивања: 2. новембар 1999. - Издавачка кућа: Колумбија рекордс - Формат: винил, касета, ЦД           | 2        | 4        | 2        | 1        | 3        | 2        | 4        | 11       | 2        | 8        | - САД: 3× Платина - АУС: Златно - КАН: 2× Платина - ФРА: Платина - НЕМ: Платина - ЈАП: 4× Платина - НЗ: Платина - ШВЕ Златно - УК: Златно                                    | - Свет: 8,000,000 - САД: 2,968,000 - КАН: 300,000 - ФРА: 413,300                      |
| Glitter                                  | - * Датум објављивања: 11. септембар 2001. - Издавачка кућа: Virgin Records - Формат: винил, касета, ЦД          | 7        | 13       | 4        | 5        | 7        | 1        | 12       | 11       | 10       | 10       | - Америчко удружење дискографских кућа: Платина - IFPI ШВА: Златно - RIAJ: Платина - SNEP: Златно                                                                            | - Свет: 2,000,000 - САД: 652,000 - ФРА: 121,100 - ЈАП: 450,000 - УК: 55,080           |
| Charmbracelet                            | - Датум објављивања: 3. децембар 2002. - Издавачка кућа: Island Records - Формат: винил, касета, ЦД              | 3        | 42       | 30       | 12       | 32       | 4        | 30       | —        | 9        | 52       | - САД: Платина - КАН: Златно - ФРА: Златно - ЈАП: Платина - ШВА: Златно - УК: Златно                                                                                         | - Свет: 3,000,000 - САД: 1,166,000 - ФРА: 183,600 - УК: 122,010                       |
| The Emancipation of Mimi                 | - Датум објављивања: 4. април 2005. - Издавачка кућа: Island - Формат: винил, дигитално преузимање, ЦД           | 1        | 6        | 2        | 4        | 14       | 2        | 8        | 12       | 9        | 7        | - САД: 6× Платина - АУС: Платина - КАН: 3× Платина - ФРА: Златно - ЈАП: Платина - НЗ: Платина - УК: 2× Платина                                                               | - Свет: 10,000,000 - САД: 6,080,000 - ФРА: 169,200 - ЈАП: 259,000 - УК: 671,000       |
| E=MC²                                    | - Датум објављивања: 8. април2 2008. - Издавачка кућа: Island - Формат: винил, дигитално преузимање, ЦД          | 1        | 2        | 1        | 6        | 7        | 7        | 11       | 10       | 5        | 3        | - САД: Платина - АУС: Златно - КАН: Платина - ЈАП: Златно - УК: Златно | - Свет: 2,500,000 - САД: 1,289,000 - ФРА: 32,800 - ЈАП: 146,000 - УК: 136,986         |
| Memoirs of an Imperfect Angel            | - Датум објављивања: 28. септембар 2009. - Издавачка кућа: Island - Формат: винил, дигитално преузимање, ЦД      | 3        | 6        | 5        | 10       | 27       | 9        | 26       | 25       | 18       | 23       | - САД: Златно - УК: Сребрно | - Свет: 2,000,000 - САД: 549,000 - УК: 80,308                                         |
| Merry Christmas II You                   | - Датум објављивања: 29. октобар 2010. - Издавачка кућа: Island - Формат: дигитално преузимање, ЦД               | 4        | 27       | 14       | 82       | 77       | 24       | 52       | —        | —        | 101      | - САД:Златно | - САД: 523,000                                                                        |
| Me. I Am Mariah... The Elusive Chanteuse | - Датум објављивања: 23. мај 2014. - Издавачка кућа: Def Jam Recordings - Формат: дигитално преузимање, ЦД       | 3        | 5        | 8        | 26       | 27       | 25       | 14       | 11       | 16       | 14       | | - САД: 122,000                                                                        |
| Caution                                  | - Датум објављивања: 16. новембар 2018. - Издавачка кућа: Epic Records - Формат: дигитално преузимање, ЦД, винил | 5        | 15       | 15       | 71       | 67       | 30       | 38       | 40       | 35       | 40       | | - САД: 43,000                                                                         |

## Компилацијски албуми
| Назив          | Детаљи | Позиција | Позиција | Позиција | Позиција | Позиција | Позиција | Позиција | Позиција | Позиција | Позиција | Сертификати | Број проданих примерака                                                           |
| Назив          | Детаљи | САД      | АУС      | КАН      | ФРА      | НЕМ      | ЈАП      | ХОЛ      | НЗ       | ШВА      | УК       | Сертификати | Број проданих примерака                                                           |
| -------------- | --- | -------- | -------- | -------- | -------- | -------- | -------- | -------- | -------- | -------- | -------- | --- | --------------------------------------------------------------------------------- |
| #1's           | - Датум објављивања: 17. новембар 1998. - Издавачка кућа: Колумбија рекордс - Формат: винил, ЦД, касета                        | 4        | 6        | 6        | 2        | 10       | 1        | 15       | 13       | 3        | 10       | - САД: 5×Платина - АУС: Платина - КАН: 3× Платина - ФРА: 2× Платина - НЕМ: Златно - ЈАП: 3× Милион - НЗ: 2× Платина - УК: 2× Платина | - Свет: 15,000,000 - САД: 3,798,000 - ФРА: 732,400 - ЈАП: 3,250,000 - УК: 768,000 |
| The Ballads    | - Датум објављивања: 17. октобар 2008. - Издавачка кућа: Колумбија/ Legacy Recordings - Формат: дигитално преузимање, ЦД       | 10       | 79       | —        | 39       | —        | 19       | 5        | 19       | —        | 13       | - УК: Златно | - САД: 160,000                                                                    |
| #1 to Infinity | - Датум објављивања: 15. мај 2015. - Издавачка кућа: Колумбија, Epic Records, Legacy - Формат: дигитално преузимање, ЦД, винил | 29       | 18       | —        | 132      | —        | 19       | 44       | 25       | 49       | 8        | - УК: Сребрно |                                                                                   |

## Албуми највећих хитова
| Назив                                   | Детаљи | Позиција | Позиција | Позиција | Позиција | Позиција | Позиција | Позиција | Позиција | Позиција | Позиција | Сертификат                                                                                   | Број проданих примерака                                                        |
| Назив                                   | Детаљи | САД      | АУС      | КАН      | ФРА      | НЕМ      | ЈАП      | ХОЛ      | НЗ       | ШВЕ      | УК       | Сертификат                                                                                   | Број проданих примерака                                                        |
| --------------------------------------- | --- | -------- | -------- | -------- | -------- | -------- | -------- | -------- | -------- | -------- | -------- | -------------------------------------------------------------------------------------------- | ------------------------------------------------------------------------------ |
| Greatest Hits                           | - Датум објављивања: 4. децембар 2001. - Издавачка кућа: Колумбија / Virgin - Формат: винил, касета, ЦД      | 52       | 47       | —        | 3        | 36       | 3        | 37       | 11       | 17       | 7        | - САД: Платина - АУС: 2× Платина - ФРА: Златно - ЈАП: Платина - НЗ: Платина - УК: 2× Платина | - Свет: 5,000,000 - САД: 1,167,000 - ФРА: 137,600 - ЈАП: 217,890 - УК: 809,000 |
| Playlist: The Very Best of Mariah Carey | - Датум објављивања: 26. јануар 2010. - Издавачка кућа: Columbia / Legacy - Формат: дигитално преузимање, ЦД | —        | —        | —        | —        | —        | —        | —        | —        | —        | —        |                                                                                              |                                                                                |
| The Essential Mariah Carey              | - Датум објављивања: 7. јануар 2011. - Издавачка кућа: Columbia / Legacy - Формат: дигитално преузимање, ЦД  | —        | 86       | —        | —        | —        | —        | —        | —        | —        | —        |                                                                                              |                                                                                |

## Ремикс албуми
| Назив       | Детаљи                                                                                                | Позиције | Позиције | Позиције | Позиције | Позиције | Позиције | Позиције | Позиције | Број проданих примерака |
| Назив       | Детаљи                                                                                                | САД      | АУС      | ФРА      | ЈАП      | ХОЛ      | НЗ       | ШВЕ      | УК       | Број проданих примерака |
| ----------- | --- | -------- | -------- | -------- | -------- | -------- | -------- | -------- | -------- | ----------------------- |
| The Remixes | - Датум објављивања: 14. октобар 2003. - Издавачка кућа: Columbia, Virgin, Island - Формат: касета ЦД | 26       | 78       | 60       | 95       | 99       | 36       | 69       | 35       | - САД: 280,000          |

## Епови
| Назив         | Детаљи                                                                                | Позиција | Позиција | Позиција | Позиција | Позиција | Позиција | Позиција | Позиција | Позиција | Позиција | Сертификат                                                                                                   | Број проданих примерака                           |
| Назив         | Детаљи                                                                                | САД      | АУС      | КАН      | ФРА      | НЕМ      | ЈАП      | ХОЛ      | НЗ       | ШВЕ      | УК       | Сертификат                                                                                                   | Број проданих примерака                           |
| ------------- | ------------------------------------------------------------------------------------- | -------- | -------- | -------- | -------- | -------- | -------- | -------- | -------- | -------- | -------- | --- | ------------------------------------------------- |
| MTV Unplugged | - Датум објављивања: 2. јун 1992. - Издавачка кућа: Columbia - Формат: винил, ЦД, ЦД  | 3        | 7        | 6        | 22       | 30       | 13       | 1        | 1        | 19       | 3        | - САД: 4× Платина - АУС: Платина - КАН: Платина - ФРА: 2× Златно - НЗ: 2× Платина - ШВЕ: Златно - УК: Златно | - Свет: 6,500,000 - САД: 2,774,000 - ФРА: 144,700 |
| Valentines    | - Датум објављивања: 1. јануар 2000. - Издавачка кућа: Колумбија - Формат: касета, ЦД | —        | —        | —        | —        | —        | —        | —        | —        | —        | —        | |                                                   |

## Бокс сетови
| Назив               | Детаљи                                                                                            | Напомене |
| ------------------- | ------------------------------------------------------------------------------------------------- | --- |
| 12s                 | - Датум објављивања: 1998. - Издавачка кућа: Колумбија - Формат: винил                            | - Ограничени тираж, 10 бокс сетова са 12 ремикса. - Укључује песме Someday, There's Got to Be a Way, Honey, My Al, Fantasy, Anytime You Need a Friend и Dreamlover". |
| 3CD Collector's Set | - Датум објављивања: 5. октобар 2009. - Издавачка кућа: Island - Формат: дигитално преузимање, ЦД | - Три цда садрже песме албума Charmbracelet, The Emancipation of Mimi и E=MC² и бонус песме са албума Memoirs of an Imperfect Angel.                                 |

## Као главни извођач

### 1990—1999.
| Назив                                  | Година | Позиција | Позиција | Позиција | Позиција | Позиција | Позиција | Позиција | Позиција | Позиција | Позиција | Позиција | Позиција | Број проданих примерака                                              | Сертификат | Албум           |
| Назив                                  | Година | САД      | САД R&B  | САД AC   | САД денс | АУС      | КАН      | ФРА      | НЕМ      | ХОЛ      | НЗ       | ШВЕ      | УК       | Број проданих примерака                                              | Сертификат | Албум           |
| -------------------------------------- | ------ | -------- | -------- | -------- | -------- | -------- | -------- | -------- | -------- | -------- | -------- | -------- | -------- | -------------------------------------------------------------------- | --- | --------------- |
| "Vision of Love"                       | 1990   | 1        | 1        | 1        | —        | 9        | 1        | 25       | 17       | 8        | 1        | 24       | 9        | - УК: 180,000                                                        | - Америчко удружење дискографских кућа: Златно - Аустралијско удружење дискографских кућа: Златно - Recorded Music NZ: Златно                                                                     | Mariah Carey    |
| "Love Takes Time"                      | 1990   | 1        | 1        | 1        | —        | 14       | 2        | —        | 57       | 24       | 9        | —        | 37       |                                                                      | - Америчко удружење дискографских кућа: Златно | Mariah Carey    |
| "Someday"                              | 1991   | 1        | 3        | 5        | 1        | 44       | 1        | 38       | —        | 29       | 14       | —        | 38       |                                                                      | - Америчко удружење дискографских кућа: Златно | Mariah Carey    |
| "I Don't Wanna Cry"                    | 1991   | 1        | 2        | 1        | —        | 49       | 2        | —        | —        | —        | 13       | —        | —        |                                                                      | | Mariah Carey    |
| "There's Got to Be a Way"              | 1991   | —        | —        | —        | —        | —        | —        | —        | —        | —        | —        | —        | 54       |                                                                      | | Mariah Carey    |
| "Emotions"                             | 1991   | 1        | 1        | 3        | 1        | 11       | 1        | —        | 39       | 9        | 3        | —        | 17       | - УК: 137,000                                                        | - Америчко удружење дискографских кућа: Златно - RMNZ: Златно | Emotions        |
| "Can't Let Go"                         | 1991   | 2        | 2        | 1        | —        | 63       | 3        | —        | —        | 77       | 21       | —        | 20       |                                                                      | | Emotions        |
| "Make It Happen"                       | 1992   | 5        | 7        | 13       | 16       | 35       | 7        | —        | 74       | 59       | —        | —        | 17       |                                                                      | | Emotions        |
| "I'll Be There" (Trey Lorenz)          | 1992   | 1        | 11       | 1        | —        | 9        | 1        | 16       | 33       | 1        | 1        | 20       | 2        |                                                                      | - Аустралијско удружење дискографских кућа: Златно - RMNZ: Златно | MTV Unplugged   |
| "If It's Over"                         | 1992   | —        | —        | —        | —        | 115      | —        | —        | —        | 80       | —        | —        | —        |                                                                      | | MTV Unplugged   |
| "Dreamlover"                           | 1993   | 1        | 2        | 2        | —        | 7        | 1        | 49       | 39       | 8        | 2        | 13       | 9        | - САД: 935,000 - УК: 150,000                                         | - Америчко удружење дискографских кућа: Платина - Аустралијско удружење дискографских кућа: Златно - RMNZ: Златно                                                                                 | Music Box       |
| "Hero"                                 | 1993   | 1        | 5        | 2        | —        | 7        | 3        | 5        | 41       | 10       | 2        | —        | 7        | - САД: 1,813,000 - УК: 270,000                                       | - Америчко удружење дискографских кућа: Платина - Аустралијско удружење дискографских кућа: Платина - BPI: Сребрно - RMNZ: Платина - SNEP: Сребрно                                                | Music Box       |
| "Without You"                          | 1994   | 3        | 7        | 4        | —        | 3        | 4        | 2        | 1        | 1        | 1        | 1        | 1        | - САД: 600,000 - УК: 548,000                                         | - Америчко удружење дискографских кућа: Златно - Аустралијско удружење дискографских кућа: Платина - BPI: Златно - BVMI: Платина - IFPI ШВА: Златно - NVPI: Платина - RMNZ: Златно - SNEP: Златно | Music Box       |
| "Never Forget You"                     | 1994   | 3        | 7        | —        | —        | —        | —        | —        | —        | —        | —        | —        | —        |                                                                      | | Music Box       |
| "Anytime You Need a Friend"            | 1994   | 12       | 22       | 5        | 1        | 12       | 5        | 12       | 41       | 10       | 5        | 15       | 8        | - УК: 100,000                                                        | - RMNZ: Златно | Music Box       |
| "Endless Love" (Luther Vandross)       | 1994   | 2        | 7        | 11       | —        | 2        | 6        | 12       | 14       | 4        | 1        | 6        | 3        | - УК: 230,000                                                        | - Америчко удружење дискографских кућа: Златно - Аустралијско удружење дискографских кућа: Платина - BPI: Сребрно - RMNZ: Платина                                                                 | Songs           |
| "All I Want for Christmas Is You"      | 1994   | 9        | —        | 6        | —        | 2        | 4        | 4        | 3        | 5        | 4        | 4        | 2        | - Свет: 14,000,000 - ЈАП: 1,100,000 - САД: 3,100,000 - УК: 1,810,000 | - Америчко удружење дискографских кућа: Златно - Аустралијско удружење дискографских кућа: 4× Платина - Music Canada: 3× Платинаum - BVMI: 3× Златно - BPI: 3× Платина - RMNZ: Платина            | Merry Christmas |
| "Joy to the World"                     | 1994   | —        | —        | —        | 17       | 33       | —        | —        | —        | —        | —        | —        | —        |                                                                      | | Merry Christmas |
| "Fantasy"                              | 1995   | 1        | 1        | 8        | 1        | 1        | 1        | 5        | 17       | 9        | 1        | 10       | 4        | - САД: 2,245,000 - УК: 479,000                                       | - Америчко удружење дискографских кућа: 2× Платина - Аустралијско удружење дискографских кућа: Платина - BPI: Златно - RMNZ: Платина - SNEP: Сребрно                                              | Daydream        |
| "One Sweet Day" (Boyz II Men)          | 1995   | 1        | 2        | 1        | —        | 2        | 1        | 5        | 25       | 2        | 1        | 12       | 6        | - САД: 2,335,000 - УК: 255,000                                       | - Америчко удружење дискографских кућа: 2× Платина - Аустралијско удружење дискографских кућа: Платина - BPI: Сребрно - RMNZ: Платина - SNEP: Сребрно                                             | Daydream        |
| "Open Arms"                            | 1995   | —        | —        | —        | —        | 27       | —        | 29       | 65       | 17       | 8        | 30       | 4        | - УК: 105,000                                                        | | Daydream        |
| "Always Be My Baby"                    | 1996   | 1        | 1        | 2        | 6        | 17       | 1        | —        | 76       | 30       | 5        | —        | 3        | - САД: 2,144,000 - УК: 220,000                                       | - Америчко удружење дискографских кућа: Платина - Аустралијско удружење дискографских кућа: Златно - BPI: Сребрно - RMNZ: Златно                                                                  | Daydream        |
| "Forever"                              | 1996   | —        | —        | 2        | —        | 77       | 11       | —        | —        | 47       | 40       | —        | —        |                                                                      | | Daydream        |
| "Underneath the Stars"                 | 1996   | —        | —        | —        | —        | —        | —        | —        | —        | —        | —        | —        | —        |                                                                      | | Daydream        |
| "O Holy Night"                         | 1996   | —        | —        | —        | —        | —        | —        | —        | —        | —        | —        | —        | —        |                                                                      | | Merry Christmas |
| "Honey"                                | 1997   | 1        | 2        | —        | 1        | 8        | 1        | 39       | 38       | 8        | 3        | 23       | 3        | - САД: 1,276,000 - УК: 165,000                                       | - Америчко удружење дискографских кућа: Платина - Аустралијско удружење дискографских кућа: Златно - BPI: Сребрно - RMNZ: Златно                                                                  | Butterfly       |
| "Butterfly"                            | 1997   | —        | —        | 11       | —        | 27       | 22       | 43       | 76       | 52       | 15       | —        | 22       |                                                                      | | Butterfly       |
| "The Roof"                             | 1998   | —        | —        | —        | —        | —        | —        | —        | —        | 63       | —        | —        | 87       |                                                                      | | Butterfly       |
| "Breakdown" (Krayzie Bone и Wish Bone) | 1998   | —        | 4        | —        | —        | 38       | —        | —        | —        | —        | 4        | —        | —        |                                                                      | - RMNZ: Златно | Butterfly       |
| "My All"                               | 1998   | 1        | 4        | 39       | 18       | 5        | 28       | 6        | 30       | 32       | 21       | 7        | 4        | - САД: 1,484,000 - УК: 160,000                                       | - Америчко удружење дискографских кућа: Платина - BPI: Сребрно - SNEP: Сребрно | Butterfly       |
| "Sweetheart" (Jermaine Dupri)          | 1998   | —        | —        | —        | —        | —        | —        | —        | 15       | 14       | —        | 18       | —        |                                                                      | | #1's            |
| "When You Believe" (са Витни Хјустон)  | 1998   | 15       | 33       | 3        | —        | 13       | 20       | 5        | 8        | 5        | 8        | 2        | 4        | - УК: 260,000                                                        | - Америчко удружење дискографских кућа: Златно - Аустралијско удружење дискографских кућа: Златно - BPI: Сребрно - BVMI: Златно - IFPI SWI: Златно - SNEP: Златно                                 | #1's            |
| "I Still Believe"                      | 1999   | 4        | 3        | 8        | 1        | 54       | 9        | 33       | 58       | 51       | 24       | 31       | 16       | - САД: 860,000                                                       | - Америчко удружење дискографских кућа: Платина | #1's            |
| "Heartbreaker" (са Џеј-Зијем)          | 1999   | 1        | 1        | —        | 2        | 10       | 1        | 4        | 9        | 7        | 1        | 7        | 5        | - САД: 855,000 - УК: 190,000                                         | - Америчко удружење дискографских кућа: Златно - Аустралијско удружење дискографских кућа: Платина - BPI: Сребрно - RMNZ: Платина - SNEP: Златно                                                  | Rainbow         |

### 2000—2009.
| Назив                                                 | Година | Позиција | Позиција | Позиција | Позиција | Позиција | Позиција | Позиција | Позиција | Позиција | Позиција | Позиција | Позиција | Број проданих примерака        | Сертификат | Албум                               |
| Назив                                                 | Година | САД      | САД R&B  | САД AC   | САД денс | АУС      | КАН      | ФРА      | НЕМ      | ХОЛ      | НЗ       | ШВА      | УК       | Број проданих примерака        | Сертификат | Албум                               |
| ----------------------------------------------------- | ------ | -------- | -------- | -------- | -------- | -------- | -------- | -------- | -------- | -------- | -------- | -------- | -------- | ------------------------------ | --- | ----------------------------------- |
| "Thank God I Found You" (Joe и 98 Degrees)            | 2000   | 1        | 1        | —        | —        | 27       | 2        | 28       | 28       | 24       | 34       | 17       | 10       | - САД: 687,000                 | - Америчко удружење дискографских кућа: Златно                                                                                      | Rainbow                             |
| "Crybaby" (Снуп Дог)                                  | 2000   | 28       | 23       | —        | —        | —        | 4        | —        | —        | —        | —        | —        | —        |                                | | Rainbow                             |
| "Can't Take That Away (Mariah's Theme)"               | 2000   | —        | —        | —        | 6        | —        | —        | —        | —        | 65       | —        | —        | —        |                                | | Rainbow                             |
| "Against All Odds" (Westlife)                         | 2000   | —        | —        | —        | —        | 52       | —        | —        | —        | 35       | —        | —        | 1        | - САД: 370,000                 | - BPI: Златно | Coast to Coast                      |
| "Against All Odds"                                    | 2000   | —        | —        | —        | —        | —        | —        | 18       | 29       | 27       | —        | 20       | —        |                                | | Rainbow                             |
| "Loverboy" (Cameo)                                    | 2001   | 2        | 1        | —        | 45       | 7        | 3        | 54       | 57       | 35       | —        | 66       | 12       | - САД: 570,000                 | - Америчко удружење дискографских кућа: Златно - Аустралијско удружење дискографских кућа: Златно                                   | Glitter                             |
| "Never Too Far"                                       | 2001   | —        | —        | —        | —        | 36       | —        | —        | 97       | 67       | —        | 65       | 32       |                                | | Glitter                             |
| "Don't Stop (Funkin' 4 Jamaica)" (Mystikal)           | 2001   | —        | 42       | —        | —        | 36       | —        | —        | 97       | 67       | —        | 65       | 32       |                                | | Glitter                             |
| "Reflections (Care Enough)"                           | 2001   | —        | —        | —        | —        | —        | —        | —        | —        | —        | —        | —        | —        |                                | | Glitter                             |
| "Never Too Far/Hero Medley"                           | 2001   | 81       | 66       | 17       | —        | —        | —        | —        | —        | —        | —        | —        | —        |                                | | Greatest Hits                       |
| "Through the Rain"                                    | 2002   | 81       | 69       | 17       | 1        | 15       | 5        | 22       | 36       | 11       | 37       | 7        | 8        |                                | - MC: Златно | Charmbracelet                       |
| "I Know What You Want" (Баста Рајмс и Flipmode Squad) | 2003   | 3        | 2        | —        | —        | 3        | 5        | 25       | 9        | 6        | 7        | 5        | 3        | - САД: 175,000                 | - Аустралијско удружење дискографских кућа: Златно - RMNZ: Златно                                                                   | It Ain't Safe No More/Charmbracelet |
| [Boy (I Need You)" (Cam'ron)                          | 2003   | —        | 68       | —        | —        | 29       | 32       | 51       | 73       | 49       | 35       | 78       | 17       |                                | | Charmbracelet                       |
| "Bringin' On the Heartbreak"                          | 2003   | —        | —        | —        | 5        | —        | —        | —        | —        | —        | —        | 28       | —        |                                | | Charmbracelet                       |
| "It's Like That"                                      | 2005   | 16       | 17       | —        | 1        | 9        | —        | 16       | 14       | 26       | 21       | 10       | 4        |                                | - Америчко удружење дискографских кућа: Златно - Аустралијско удружење дискографских кућа: Златно                                   | The Emancipation of Mimi            |
| "We Belong Together"                                  | 2005   | 1        | 1        | 3        | 1        | 1        | —        | 12       | 11       | 2        | 2        | 4        | 2        | - САД: 1,679,000 - УК: 474,000 | - Америчко удружење дискографских кућа: 3× Платина - Аустралијско удружење дискографских кућа: Платина - BPI: Златно - RMNZ: Златно | The Emancipation of Mimi            |
| "Shake It Off"                                        | 2005   | 2        | 2        | —        | 23       | 6        | —        | —        | —        | —        | 5        | —        | 9        | - САД: 829,000                 | - Америчко удружење дискографских кућа: Златно - Аустралијско удружење дискографских кућа: Златно                                   | The Emancipation of Mimi            |
| "Get Your Number" (Jermaine Dupri)                    | 2005   | —        | —        | —        | —        | 19       | —        | —        | 27       | 7        | 34       | 14       | 9        |                                | | The Emancipation of Mimi            |
| "Don't Forget About Us"                               | 2005   | 1        | 1        | —        | 1        | 12       | —        | —        | 41       | 32       | 12       | 19       | 11       |                                | - Америчко удружење дискографских кућа: Златно                                                                                      | The Emancipation of Mimi            |
| "Fly Like a Bird"                                     | 2006   | —        | 19       | —        | —        | —        | —        | —        | —        | —        | —        | —        | —        |                                | | The Emancipation of Mimi            |
| "Say Somethin'" (са Снуп Догом)                       | 2006   | 79       | —        | —        | 1        | 26       | —        | —        | 63       | —        | —        | 55       | 27       |                                | | The Emancipation of Mimi            |
| "Touch My Body"                                       | 2008   | 1        | 2        | —        | 1        | 17       | 2        | 16       | 7        | 14       | 3        | 3        | 5        | - САД: 1,622,000 - УК: 120,000 | - Америчко удружење дискографских кућа: Платина                                                                                     | E=MC²                               |
| "Bye Bye"                                             | 2008   | 19       | 33       | —        | —        | 53       | 34       | —        | 70       | —        | 7        | —        | 30       | - САД: 598,000                 | | E=MC²                               |
| "I'll Be Lovin' U Long Time"                          | 2008   | 58       | 36       | —        | —        | —        | 69       | —        | —        | —        | —        | —        | 84       |                                | | E=MC²                               |
| "I Stay in Love"                                      | 2008   | —        | 81       | —        | 1        | —        | —        | —        | —        | —        | —        | —        | 95       |                                | | E=MC²                               |
| "Obsessed"                                            | 2009   | 7        | 12       | —        | 1        | 13       | 15       | 8        | —        | 61       | 21       | 61       | 52       | - САД: 1,764,000               | - Америчко удружење дискографских кућа: Платина - Аустралијско удружење дискографских кућа: Златно                                  | Memoirs of an Imperfect Angel       |
| "I Want to Know What Love Is"                         | 2009   | 60       | 40       | 10       | 2        | 45       | 57       | 6        | 37       | —        | —        | 25       | 19       | - ФРА: 40,000                  | | Memoirs of an Imperfect Angel       |
| "H.A.T.E.U."                                          | 2009   | —        | 72       | —        | —        | —        | —        | —        | —        | —        | —        | —        | —        |                                | | Memoirs of an Imperfect Angel       |

| Назив                                                   | Година | Позиција | Позиција | Позиција | Позиција | Позиција | Позиција | Позиција | Позиција | Позиција | Позиција | Позиција | Позиција | Број проданих примерака        | Сертификат | Албум                                  |
| Назив                                                   | Година | САД      | US R&B   | САД AC   | САД денс | АУС      | КАН      | ФРА      | НЕМ      | ХОЛ      | НЗ       | ШВА      | УК       | Број проданих примерака        | Сертификат | Албум                                  |
| ------------------------------------------------------- | ------ | -------- | -------- | -------- | -------- | -------- | -------- | -------- | -------- | -------- | -------- | -------- | -------- | ------------------------------ | --- | -------------------------------------- |
| "Up Out My Face" (са Ники Минаж)                        | 2010   | 100      | 39       | —        | —        | —        | —        | —        | —        | —        | —        | —        | —        |                                | | Memoirs of an Imperfect Angel          |
| "Angels Cry" ([Ne-Yo)                                   | 2010   | —        | 90       | 26       | —        | —        | —        | —        | —        | —        | —        | —        | 81       |                                | | Memoirs of an Imperfect Angel          |
| "Oh Santa!"                                             | 2010   | 100      | —        | 1        | —        | —        | 73       | —        | —        | —        | —        | —        | —        |                                | | Merry Christmas II You                 |
| "Auld Lang Syne (The New Year's Anthem)"                | 2010   | —        | —        | —        | —        | —        | —        | —        | —        | —        | —        | —        | —        |                                | | Merry Christmas II You                 |
| "When Christmas Comes" (John Legend)                    | 2011   | —        | 59       | —        | —        | —        | —        | —        | —        | —        | —        | —        | —        |                                | | Merry Christmas II You                 |
| "All I Want for Christmas Is You" (са Џастином Бибером) | 2011   | 86       | —        | 3        | —        | —        | 61       | —        | —        | —        | —        | —        | 148      |                                | | Under the Mistletoe                    |
| "Triumphant (Get 'Em)" (Рик Рос и Meek Mill)            | 2012   | —        | 53       | —        | 1        | —        | —        | 135      | —        | —        | —        | —        | 144      |                                | | Није ни на једном албуму               |
| "Christmas Time Is in the Air Again"                    | 2012   | —        | —        | —        | —        | —        | —        | —        | —        | —        | —        | —        | —        |                                | | Merry Christmas II You                 |
| "Almost Home"                                           | 2013   | —        | —        | 20       | —        | —        | —        | 185      | —        | —        | —        | —        | —        |                                | | Није ни на једном албуму               |
| "Beautiful" (Miguel)                                    | 2013   | 15       | 3        | 23       | —        | 6        | 27       | 41       | —        | 68       | 10       | —        | 22       | - САД: 1,200,000 - УК: 170,000 | - Америчко удружење дискографских кућа: 2× Платина - Аустралијско удружење дискографских кућа: Платина - RMNZ: Златно - BPI: Сребрно | Me. I Am Mariah… The Elusive Chanteuse |
| "The Art of Letting Go"                                 | 2013   | —        | 46       | —        | —        | 82       | —        | 84       | —        | —        | —        | —        | 90       |                                | | Me. I Am Mariah… The Elusive Chanteuse |
| "You're Mine (Eternal)"                                 | 2014   | 88       | 24       | 26       | 1        | —        | —        | 96       | —        | —        | —        | —        | 87       |                                | | Me. I Am Mariah… The Elusive Chanteuse |
| "You Don't Know What to Do" (Wale)                      | 2014   | —        | —        | —        | —        | —        | —        | —        | —        | —        | —        | —        | —        |                                | | Me. I Am Mariah… The Elusive Chanteuse |
| "Infinity"                                              | 2015   | 82       | 28       | —        | —        | —        | —        | 85       | —        | —        | —        | —        | 154      |                                | | Number 1 to Infinity                   |
| "I Don't" (YG)                                          | 2017   | 89       | 35       | —        | —        | —        | 96       | 101      | —        | —        | —        | —        | —        |                                | | Није ни на једном албуму               |
| "With You"                                              | 2018   | —        | —        | 11       | —        | —        | —        | —        | —        | —        | —        | —        | —        |                                | | Caution                                |

## Као гостујући извођач
| Назив                                                                 | Година | Позиција | Позиција | Позиција | Позиција | Позиција | Позиција | Позиција | Позиција | Позиција | Позиција | Позиција | Позиција | Број проданих примерака | Сертификат | Албум                                 |
| Назив                                                                 | Година | САД      | САД R&B  | САД AC   | САД денс | АУС      | КАН      | ФРА      | НЕМ      | ХОЛ      | НЗ       | ШВА      | УК       | Број проданих примерака | Сертификат | Албум                                 |
| --------------------------------------------------------------------- | ------ | -------- | -------- | -------- | -------- | -------- | -------- | -------- | -------- | -------- | -------- | -------- | -------- | ----------------------- | ---------- | ------------------------------------- |
| "(You Make Me Feel Like) A Natural Woman" (као део групе The Divas]]) | 1998   | —        | —        | —        | —        | —        | —        | —        | —        | —        | —        | —        | —        |                         |            | VH1 Divas Live                        |
| "Things That U Do" (Џеј-Зи и Мараја Кери)                             | 2000   | —        | —        | —        | —        | —        | —        | —        | —        | —        | —        | —        | —        |                         |            | Vol. 3... Life and Times of S. Carter |
| "U Make Me Wanna" (Jadakiss и Мараја кери)                            | 2004   | 21       | 8        | —        | —        | —        | —        | 55       | —        | —        | —        | —        | —        |                         |            | Kiss of Death                         |
| "So Lonely" (Twista и Мараја Кери)                                    | 2006   | —        | 65       | —        | —        | —        | —        | —        | —        | —        | —        | —        | —        |                         |            | The Day After                         |
| "Lil' L.O.V.E." (Bone Thugs-n-Harmony, Bow Wow и Мараја Кери)         | 2007   | —        | 66       | —        | —        | —        | —        | —        | —        | —        | 6        | —        | —        |                         |            | Strength & Loyalty                    |
| "Just Stand Up!" (као део пројекта Artists Stand Up to Cancer)        | 2008   | 11       | 57       | —        | —        | 39       | 10       | —        | —        | —        | 19       | —        | 26       |                         |            | Није ни на једном албуму              |
| "My Love" (The-Dream и Мараја Кери)                                   | 2009   | 82       | 36       | —        | —        | —        | —        | —        | —        | —        | —        | —        | —        |                         |            | Love vs. Money                        |
| "Everybody Hurts" (као део пројекта Helping Haiti)                    | 2010   | —        | —        | —        | —        | 28       | 59       | —        | —        | —        | 17       | 16       | 1        |                         |            | Није ни на једном албуму              |

## Промотивни синглови
| Назив                          | Година | Позиција | Позиција | Позиција | Позиција | Позиција | Позиција | Позиција | Позиција | Позиција | Позиција | Позиција | Позиција | Албум                                        |
| Назив                          | Година | САД      | САД R&B  | САД AC   | САД денс | АУС      | КАН      | ФРА      | НЕМ      | ХОЛ      | НЗ       | ШВА      | УК       | Албум                                        |
| ------------------------------ | ------ | -------- | -------- | -------- | -------- | -------- | -------- | -------- | -------- | -------- | -------- | -------- | -------- | -------------------------------------------- |
| "U Like This (мегамикс)"       | 2003   | —        | —        | —        | 38       | —        | —        | —        | —        | —        | —        | —        | —        | The Remixes                                  |
| "Right to Dream"               | 2009   | —        | —        | 24       | —        | —        | —        | —        | —        | —        | —        | —        | —        | Tennessee                                    |
| "100%"                         | 2010   | —        | —        | —        | —        | —        | —        | —        | —        | —        | —        | —        | —        | AT&T Team USA                                |
| "The Star"                     | 2017   | —        | —        | 23       | —        | —        | —        | —        | —        | —        | —        | —        | —        | The Star: Original Motion Picture Soundtrack |
| "GTFO"                         | 2018   | —        | —        | —        | —        | —        | —        | —        | —        | —        | —        | —        | —        | Caution                                      |
| "The Distance" (Ty Dolla Sign) | 2018   | —        | —        | —        | —        | —        | —        | —        | —        | —        | —        | —        | —        | Caution                                      |
| "A No No"                      | 2018   | —        | —        | —        | —        | —        | —        | —        | —        | —        | —        | —        | —        | Caution                                      |

## Остале песме
| Назив                                                          | Година | Позиција | Позиција | Позиција | Позиција | Позиција         | Позиција     | Позиција   | Позиција        | Позиција       | Албум                         |
| Назив                                                          | Година | САД      | US R&B   | US Dig.  | US Latin | US Latin Airplay | US Latin Pop | US Holiday | US Holiday Dig. | US Gospel Dig. | Албум                         |
| -------------------------------------------------------------- | ------ | -------- | -------- | -------- | -------- | ---------------- | ------------ | ---------- | --------------- | -------------- | ----------------------------- |
| "Héroe"                                                        | 1993   | —        | —        | —        | 40       | 40               | 15           | —          | —               | —              | Music Box                     |
| "Christmas (Baby Please Come Home)"                            | 1994   | —        | —        | —        | —        | —                | —            | 20         | 12              | —              | Merry Christmas               |
| "Santa Claus Is Comin' to Town"                                | 1994   | —        | —        | —        | —        | —                | —            | 45         | 12              | —              | Merry Christmas               |
| "Silent Night"                                                 | 1994   | —        | —        | 67       | —        | —                | —            | —          | —               | —              | Merry Christmas               |
| "I Still Believe/Pure Imagination" (Krayzie Bone и Da Brat)    | 1999   | —        | 3        | —        | —        | —                | —            | —          | —               | —              | Није ни на једном албуму      |
| "Irresistable (Westside Connection)" (Westside Connection)     | 2002   | —        | 81       | —        | —        | —                | —            | —          | —               | —              | Charmbracelet                 |
| "What Would You Do" (Shade Sheist и Нејт Дог)                  | 2003   | —        | 57       | —        | —        | —                | —            | —          | —               | —              | Није ни на једном албуму      |
| "Mine Again"                                                   | 2005   | —        | 73       | —        | —        | —                | —            | —          | —               | —              | The Emancipation of Mimi      |
| "Migrate" (T-Pain)                                             | 2008   | 92       | 95       | 61       | —        | —                | —            | —          | —               | —              | E=MC²                         |
| "I'm That Chick"                                               | 2008   | —        | 82       | —        | —        | —                | —            | —          | —               | —              | E=MC²                         |
| "Betcha Gon' Know (The Prologue)"                              | 2009   | —        | —        | 66       | —        | —                | —            | —          | —               | —              | Memoirs of an Imperfect Angel |
| "All I Want for Christmas Is You (Extra Festive)"              | 2010   | —        | —        | —        | —        | —                | —            | —          | 4               | —              | Merry Christmas II You        |
| "Charlie Brown Christmas"                                      | 2010   | —        | —        | —        | —        | —                | —            | —          | 9               | —              | Merry Christmas II You        |
| "O Come, All Ye Faithful" / "Messiah Part II" (Patricia Carey) | 2010   | —        | —        | —        | —        | —                | —            | —          | 13              | —              | Merry Christmas II You        |
| "O Little Town of Bethlehem" / "Little Drummer Boy"            | 2010   | —        | —        | —        | —        | —                | —            | —          | 44              | —              | Merry Christmas II You        |
| "One Child"                                                    | 2010   | —        | —        | —        | —        | —                | —            | —          | —               | 12             | Merry Christmas II You        |
| "The First Nowell" / "Born Is the King" (Interlude)            | 2010   | —        | —        | —        | —        | —                | —            | —          | 29              | —              | Merry Christmas II You        |